# Mimana

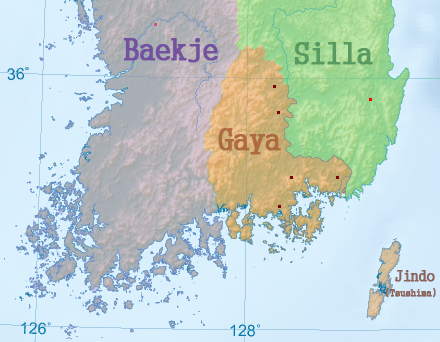
Corea del sur en tiempos de la confederación Gaya. Esta región ha sido descrita como la ubicación más probable de Mimana.

Mimana, también transcrito como Imna según la pronunciación coreana, es uno de los nombres utilizados en el texto japonés del siglo VIII Nihonshoki que probablemente se refiera a uno de los estados coreanos de la época de la confederación Gaya (c. Siglos primero-quinto) como un territorio del antiguo Japón. Como señala Atkins: "La ubicación, y extensión de Imna / Mimana siguen siendo uno de los temas más controvertidos en la historiografía de Asia Oriental". Seth señala que la existencia de Mimana aún está en disputa. 

## Uso del término
El nombre 任那 (pronunciado Mimana en japonés, Imna en coreano y Renna en chino mandarín) se usa más de 200 veces en el texto japonés del siglo VIII Nihonshoki; pero mucho antes se menciona en el texto de la historia china del siglo V. El Libro de la Canción en el capítulo sobre el Estado de Wa. También se usa en dos reliquias epigráficas coreanas, así como en varios textos coreanos, incluido el Samguk Sagi.

## Hipótesis sobre su significado

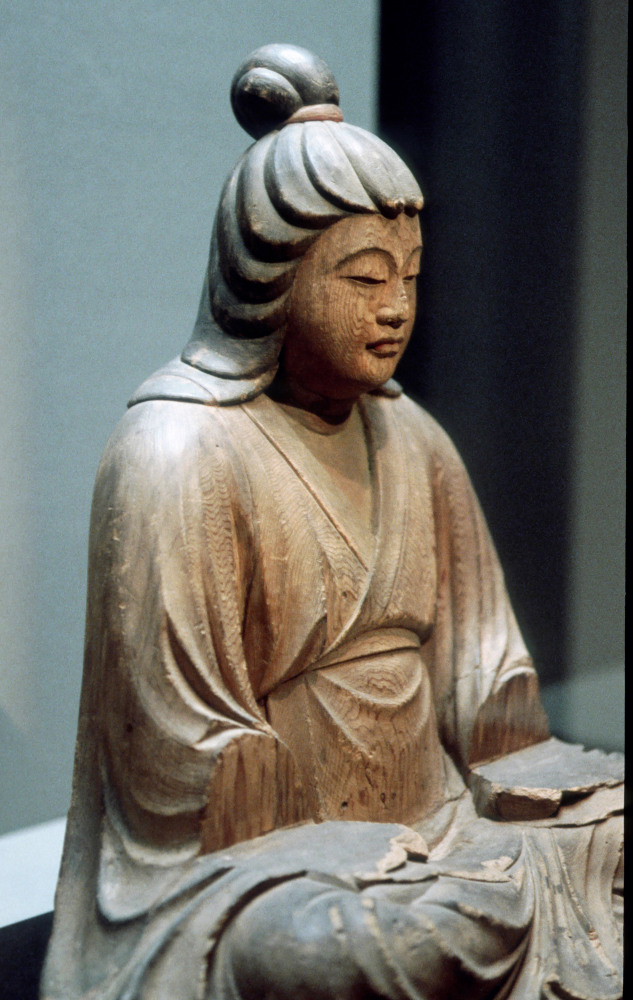
Emperatriz japonesa Jingū quién según la leyenda conquistó una "tierra prometida" a veces interpretada como territorios en la Península coreana, fundando Mimana.

La primera hipótesis consistente sobre el significado de Mimana proviene de los estudiosos japoneses, quienes, basándose en su interpretación del Nihongi, afirmaron que Mimana fue un estado controlado por los japoneses en la Península de Corea que ya existía desde el momento de la conquista de la legendaria emperatriz Jingu en el siglo III con la derrota y anexión de Gaya por Silla en el siglo VI. Este fue uno de los motivos para justificar la ocupación japonesa de Corea en el siglo XX, algo así como un retorno japonés a las tierras que una vez controlaron. Uno de los principales defensores de esta teoría fue el erudito japonés Suematsu Yasukazu, quien en 1949 propuso que Mimana fue una colonia japonesa en la península de Corea que ya existía desde el siglo III y hasta el siglo VI. Esta teoría ha ido perdiendo popularidad desde la década de 1970, en gran medida debido a: 1) la completa falta de evidencias arqueológicas de que tal asentamiento se hubiera producido; 2) el hecho de que un estado japonés centralizado con capacidad de proyección no pudiera existir en ese momento (período Yayoi), y 3) la posibilidad más probable, de que el Nihongi (Nihon Shoki) describa un acontecimiento que ocurrió siglos antes de su composición, en el cual la conquista de Jingū sería una versión dramatizada y politizada de su inmigración al archipiélago japonés, que habría sido una de muchas durante el período Yayoi (Hanihara Kazurō ha sugerido que la afluencia anual de inmigrantes al archipiélago japonés del continente asiático durante el período Yayoi varió de 350 a 3.000).
Esta antigua interpretación japonesa ha sido cuestionada por los académicos coreanos. Al principio estos académicos coreanos decidieron ignorar esta teoría, pero recientemente su cuestionamiento sobre la hipótesis japonesa se ha visto reforzada, pues las continuas excavaciones arqueológicas en la Península Coreana no han producido ninguna evidencia que respalden la hipótesis de los académicos japoneses. Los historiadores coreanos, generalmente, interpretan la afirmación como parte de una historiografía nacionalista colonial que, no obstante, ha sido aceptada por otros historiadores. El erudito coreano Chun-Gil Kim, en su libro de 2005 The History of Korea, discute este tema bajo la sección "La falacia de Mimana".
Rurarz describe cinco teorías principales sobre Mimana, la primera de las cuales fue propuesta por Suematsu. Una segunda teoría sobre Mimana fue propuesta por el erudito norcoreano Gim Seokhyeong, quien sugirió que Mimana era una entidad política de la Península Coreana (posiblemente Gaya) que tenía una colonia en las islas japonesas en algún lugar alrededor de la ciudad actual de Ōyama, Ōita en la Prefectura de Ōita; por lo tanto, podría entenderse que el Nihonshoki se refiere a las islas japonesas y a la conquista de Jingū como una descripción de una migración a una tierra en el archipiélago japonés, y no en la península de Corea. Esto estaría relacionado con la llamada teoría de la invasión de horserider en la cual jinetes de la Península de Corea podrían haber invadido Japón con éxito, y al hacerlo introdujeron los caballos a Japón. Una tercera teoría ha sido propuesta por el estudioso japonés Inoue Hideo, quien argumentó que los antiguos japoneses de Wa podrían haberse establecido en una región de la península de Corea ya en el Neolítico, y por lo tanto el estado de Mimana hubiera sido un enclave de este grupo. Una cuarta teoría fue presentada por el erudito surcoreano Cheon Gwan-u, quien argumentó que los acontecimientos presentan una posible historia del estado coreano de Baekje, que estaba aliado con Yamato (Japón), y cuyos líderes huyeron hasta allí tras la caída de Baekje en el siglo VII. En esta versión, Mimana se referiría a Baekje o a alguna parte conocida de ese estado que luchara contra Gaya. La quinta teoría, que Rurarz describe como una "versión de compromiso de los jóvenes académicos japoneses y coreanos", sostiene que nunca hubo un estado Mimana como tal, y que el término se refiere a los enviados diplomáticos japoneses activos en la península de Corea en esa época.
Según Han Yong-u, Yamato (Japón) podría haber establecido una oficina en Gaya para exportar hierro a Japón. Esta teoría sugiere que Mimana fue una embajada diplomática, y la conquista de Jingū habría sido una dramatización de los esfuerzos realizados para establecer esa embajada. 
El tema de Mimana (como su descripción en los libros de texto japoneses) sigue siendo un tema controvertido de las relaciones entre Japón y Corea.

## Otras lecturas relacionadas
- Yasukazu Suematsu (1949). Mimana kōbō-shi: History of the rise and fall of Mimana. Ōyashima shuppan.
- In Ho Kim (1973). Concerning the Mimana Problem from the Point of View of Japanese History: A Research.
- Grayson, James H. "Mimana, A Problem in Korean Historiography." Korea Journal 17, no. 8 (1977): 65-69
- Lee, Chong-sik. "History and politics in Japanese-Korean relations: The textbook controversy and beyond." East Asia 2, no. 4 (1983): 69–93
- Gina Lee Barnes (2001). State Formation in Korea: Historical and Archaeological Perspectives. Curzon. pp. 38–39. ISBN 978-0-7007-1323-3.

- Datos: Q1790223
- Multimedia: Mimana / Q1790223